# Radiohatt

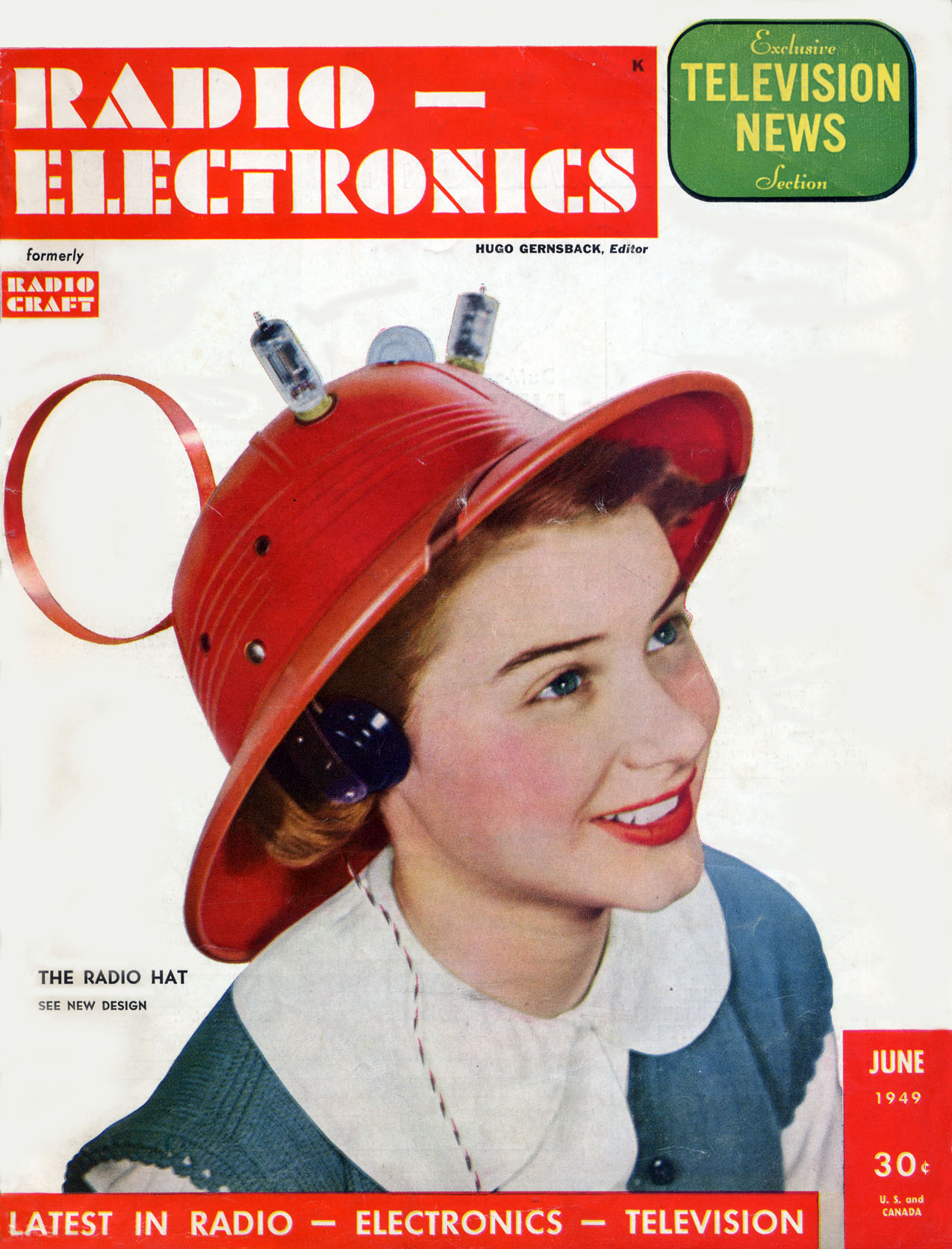
Framsidan på tidningen Radio-Electronics i juni 1949 som visar "Mannen-från-Mars- Radiohatt" 15-åriga Hope Lange är modell.

En Radiohatt var en portabel radio som var inbyggd i en tropikhjälm som kunde ta emot radiostationer inom en radie på 32 kilometer. Den introducerades under tidiga 1949 för 7.95 dollar under namnet "Mannen-från-Mars-Radiohatt." Tack vare en lyckad publicitetskampanj såldes radiohatten i butiker från kust till kust i USA.
Radiohatten tillverkades av American Merri-Lei Corporation i Brooklyn, New York. Företaget var en ledande leverantör av partyhattar, ljudskapare och andra nymodigheter. Grundaren Victor Hoeflich hade uppfunnit en maskin för att tillverka hawaiianska lei när han studerade på high school (1914) och år 1949 levererade företaget miljontals leis till Hawaii varje år. Som uppfinnare fortsatte Hoeflich utveckla och även sälja maskiner som tillverkade pappersföremål.
Batteridrivna portabla radioapparater hade funnits i många år, men Hoeflich hoppades att en radio med en innovativ förpackning och en publicitetskampanj kunde bli en succé. Transistorn hade precis uppfunnits, men var fortfarande en dyr laboratoriepryl. Den första ficktransistorradion var fem år från att tillverkas. Denna radio använde existerande elektronrörsteknologi och rören skulle vara framträdande på radiohatten. Loopantennen och frekvensratten var också synliga. Hatten fanns i åtta färger.